# Natació al Campionat del Món de natació de 2009 – 100 metres lliure femení
La prova de 100 metres lliure femení al Campionat del Món de natació de 2009 es va disputar el 29 i 30 de juliol a Roma, Itàlia.

## Rècords
Abans d'aquesta competició, el rècord mundial i del campionat existents eren els següents:
| Rècord mundial       | Eamon Sullivan  | 47,05 | Pequín, Xina      | 13 d'agost de 2008   |
| Récord del campionat | Filippo Magnini | 48,12 | Mont-real, Canadà | 28 de juliol de 2005 |

## Resultats

### Semifinals
| Pos. | Nom                | País         | Temps | Sèrie | Carrer | Notes |
| ---- | ------------------ | ------------ | ----- | ----- | ------ | ----- |
| 1    | Alain Bernard      | França       | 47,27 | 1     | 5      |       |
| 2    | César Cielo        | Brasil       | 47,48 | 1     | 6      |       |
| 3    | Stefan Nystrand    | Suècia       | 47,53 | 1     | 4      |       |
| 4    | Nicolas Oliveira   | Brasil       | 47,78 | 1     | 7      |       |
| 5    | Brent Hayden       | Canadà       | 47,88 | 2     | 3      |       |
| 6    | David Walters      | Estats Units | 47,92 | 2     | 4      |       |
| 7    | Lyndon Ferns       | Sud-àfrica   | 47,96 | 2     | 5      |       |
| 8    | Frédérick Bousquet | França       | 47,98 | 1     | 3      |       |
| 9    | Filippo Magnini    | Itàlia       | 48,04 | 2     | 1      | NR    |
| 10   | Nathan Adrian      | Estats Units | 48,13 | 1     | 2      |       |
| 11   | Matt Targett       | Austràlia    | 48,15 | 1     | 1      |       |
| 12   | Andrey Grechin     | Rússia       | 48,18 | 2     | 2      |       |
| 13   | Evgeniy Lagunov    | Rússia       | 48,20 | 2     | 6      |       |
| 14   | Konrad Czerniak    | Polònia      | 48,22 | 2     | 8      |       |
| 15   | Duje Draganja      | Croàcia      | 48,25 | 2     | 7      |       |
| 16   | Joel Greenshields  | Canadà       | 48,73 | 1     | 8      |       |

### Final
| Pos. | Nom                | País         | Carrer | Temps | Notes |
| ---- | ------------------ | ------------ | ------ | ----- | ----- |
| 1    | César Cielo        | Brasil       | 5      | 46,91 | WR    |
| 2    | Alain Bernard      | França       | 4      | 47,12 | ER    |
| 3    | Frédérick Bousquet | França       | 8      | 47,25 |       |
| 4    | Brent Hayden       | Canadà       | 2      | 47,27 | NR    |
| 5    | David Walters      | Estats Units | 7      | 47,33 | NR    |
| 6    | Stefan Nystrand    | Suècia       | 3      | 47,37 | NR    |
| 7    | Lyndon Ferns       | Sud-àfrica   | 1      | 47,94 |       |
| 8    | Nicolas Oliveira   | Brasil       | 6      | 48,01 |       |